# Gaël Ondoua
Gaël Bella Ondoua (ur. 4 listopada 1995 w Jaunde) – kameruński piłkarz, grający na pozycji defensywnego pomocnika.

## Kariera piłkarska

### Kariera klubowa
Wychowanek klubu Lokomotiw Moskwa. W kwietniu 2014 rozpoczął karierę piłkarską w młodzieżowej drużynie CSKA Moskwa. Latem 2016 przeszedł do duńskiego Vejle BK. Po zakończeniu sezonu 2016/17 opuścił klub. 22 grudnia 2017 podpisał kontrakt z Zorią Ługańsk. Jednak z przyczyn niezależnych od niego nie mógł zagrać w składzie ługańskiej drużyny.

### Życie prywatne
Nestor Ondoua, ojciec piłkarza, pochodzi z Kamerunu. Pracował w Moskwie jako attaché wojskowy